# La casa di vetro
La casa di vetro è un film del 1920 prodotto dalla Fert Film e diretto da Gennaro Righelli, con protagonisti Maria Jacobini e Amleto Novelli. Esordì nelle sale cinematografiche a dicembre ottenendo il visto censura n. 15666 del 1º dicembre 1920.